# Kurk (smaak)
Wijn kan een afwijkende smaak hebben die wordt veroorzaakt door besmetting met een schimmel of bacterie die 2,4,6-trichlooranisol (TCA) vormt. 
Dit wordt onterecht 'Kurk' genoemd.
De besmette wijn krijgt door de TCA bacterie namelijk de geur van een muffe of vochtige kelder en smaakt daardoor slecht. Deze TCA bacterie kan via een slechte kurk van buiten de fles doordringen tot de wijn terwijl deze opgeslagen ligt. De schattingen van het percentage wijnflessen met de muffe kelderlucht loopt uiteen van 1% tot 15%.
Als er kurk in het glas drijft, betekent dat nog niet dat de wijn besmet is, zoals wel wordt gedacht. Dit is meestal het gevolg van een te droge kurk of een slecht geopende fles. Dit beïnvloedt de smaak niet. Een beetje schimmel aan de bovenkant van de kurk is ook niets om zich zorgen over te maken.
De natuurkurk wordt veelal gezien als de boosdoener voor het probleem van de bedorven smaak in wijn, maar dit is onterecht. Dit heeft veel wijnmakers ertoe gebracht om meer stoppers te gebruiken gemaakt uit kunststof, geperste kurk of zelfs schroefdoppen. Wat vaak vergeten wordt, is dat de problemen met wijn andere oorzaken heeft dan de natuurkurk, namelijk Oxidatie, zwaveldioxide, een reducerende geur, vluchtige zuurheid, 2,4,6-TCA en microbiologisch bederf. Van al deze problemen kan de consument zeggen: deze wijn heeft TCA. Het is dus mogelijk dat flessen zonder natuurkurk, toch naar TCA smaken. Dit heeft onder andere te maken met een verkeerde methode van schoonmaken in de wijnbottelarij zelf. Het is gebleken dat de chlooroplossingen die gebruikt werden om kurken te steriliseren vaak de boosdoener waren. Sinds 1996 is het gebruik van chlooroplossingen echter verboden ingevolge de "Code of Practice". Als alternatief is het gebruik van waterstofperoxide toegestaan.
Vanaf 1995 is de kurkindustrie bezig zowel preventieve als curatieve maatregelen te treffen om de nevenproductie van 2,4,6-TCA de kop in te drukken. Door het gebruik van plastic stoppers en schroefdoppen is echter vast komen te staan dat TCA of keldersmaak meerdere oorzaken kan hebben. Schoonmaakmiddelen op basis van chloorproducten, gewasbeschermingsmiddelen gebruikt bij de behandeling van kurkbomen en kartonnen verpakkingen gebleekt met chloorverbindingen zijn maar enkele voorbeelden van bronnen van chloor welke ontstaan kunnen geven aan 2,4,6-TCA.